# Tynset
Tynset – norweskie miasto i gmina leżąca w regionie Østlandet w okręgu Innlandet.
Tynset jest 34. norweską gminą pod względem powierzchni.

## Demografia
Według danych z roku 2005 gminę zamieszkuje 5405 osób. Gęstość zaludnienia wynosi 2,89 os./km². Pod względem zaludnienia Tynset zajmuje 182. miejsce wśród norweskich gmin.
| ludność stan na 1 stycznia 2005 |         |           |       |
|                                 | kobiety | mężczyźni | razem |
| osób                            | 2653    | 2752      | 5405  |
| %                               | 49,08%  | 50,92%    | 100%  |

| wykształcenie stan na 1 października 2004 |        |         |        |        |
|                                           | podst. | średnie | wyższe | niezn. |
| osób                                      | 709    | 2649    | 874    | 93     |
| %                                         | 16,39% | 61,25%  | 20,21% | 2,15%  |

## Edukacja
Według danych z 1 października 2004:
- liczba szkół podstawowych (norw. grunnskole): 5
- liczba uczniów szkół podst.: 725

## Władze gminy
Według danych na rok 2011 administratorem gminy (norw. rådmann) jest Morten B. Often, natomiast burmistrzem (norw. ordfører, d. borgermester) jest Bersvend Salbu.